# Newton-on-Rawcliffe
Newton-on-Rawcliffe lub Newton – wieś i civil parish w Anglii, w hrabstwie North Yorkshire, w dystrykcie (unitary authority) North Yorkshire. Leży na granicy parku narodowego North York Moors, 44 km na północny wschód od miasta York i 314 km na północ od Londynu. W 2011 roku civil parish liczyła 189 mieszkańców.